# Михайлов, Николай Павлович
Николай Павлович Михайлов (1 августа 1895, Москва — 12 декабря 1967, там же) — советский военный, государственный и политический деятель, генерал-полковник (22.02.1963).

## Биография
Родился в 1895 году. Член КПСС с 1919 года.
С 1918 года — на военной службе в РККА, общественной и политической работе. В 1918—1963 гг. — участник Гражданской войны, на командных и штабных должностях в Рабоче-Крестьянской Красной Армии, участник Великой Отечественной войны, начальник устройства оперативного тыла Штаба Черноморской группы войск Закавказского фронта, на штабных должностях в Советской Армии, заместитель начальника Главного разведывательного управления Генерального штаба ВС СССР.
Умер в Москве в декабре 1967 году. Похоронен на Ваганьковском кладбище (35 уч.).

## Награды
СССР
- орден Ленина (30.04.1945)[2][3]
- три ордена Красного Знамени (31.07.1944[4], 03.11.1944[3][5], 02.09.1950[3][6])
- орден Кутузова I степени (04.06.1945)[7]
- орден Отечественной войны I степени (22.02.1944)[8]
- орден Красной Звезды (07.11.1942)[9]
- медали в том числе:
  - «XX лет Рабоче-Крестьянской Красной Армии» (1938)[9]
  - ««За оборону Кавказа»» (19.06.1944)[10]
  - «За победу над Германией в Великой Отечественной войне 1941—1945 гг.» (1945)[9]
  - «За победу над Японией» (1945)[9]

Других государств
 Китай:
- медаль «Китайско-советская дружба»

 ПНР:
- серебряный крест ордена Virtuti Militari (21.05.1946)

 Югославия:
- орден «За заслуги перед народом» I степени (1946)